# Dispositivo holográfico

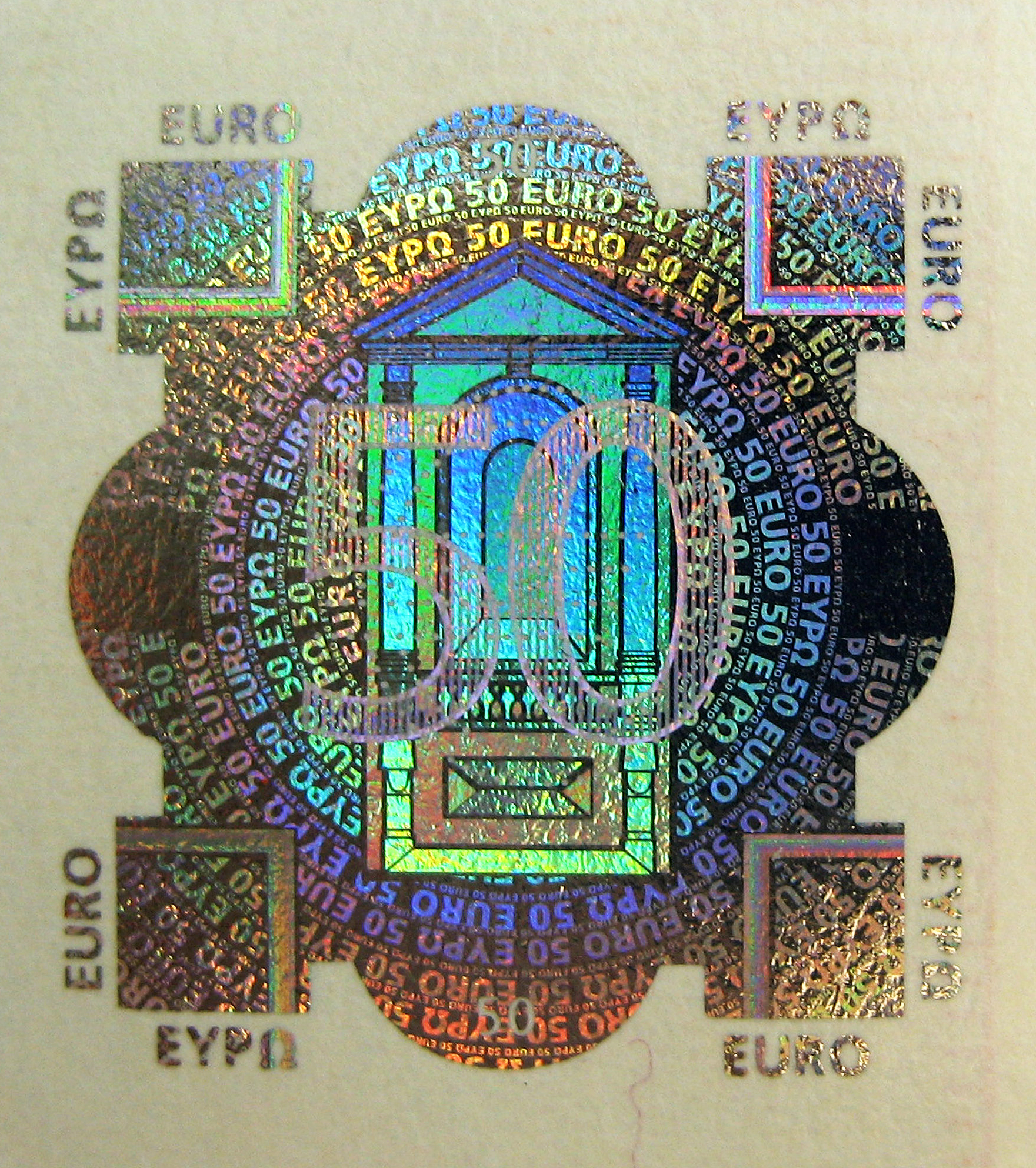
Ejemplo de holograma.

Un dispositivo holográfico (holographic display en inglés) es aquel que utiliza los principios de la holografía para la reproducción de imágenes tridimensionales o pseudotridimensionales. Es una tecnología que no necesita de aparatos externos de visión (como gafas cascos especiales) para reproducir imágenes tridimensionales.
Otros sistemas de reproducción de imágenes tridimensionales son los sistemas estereoscópicos o los dispositivos volumétricos.

## Holografía
La holografía es una técnica avanzada de fotografía que se basa en la creación de hologramas. Un holograma de un objeto o de una escena es un registro plano, realizado con un rayo láser sobre una película fotosensible, de la interferencia que se produce entre dos haces de luz coherentes cuando la luz de uno de los haces se refleja en el objeto. Cuando la película recibe la luz desde una perspectiva adecuada se proyecta una imagen tridimensional.

## Visión histórica de la holografía
La holografía fue un descubrimiento del físico húngaro Dennis Gabor en 1947. El origen de su investigación era encontrar una mejora en la resolución y definición de las imágenes del microscopio electrónico. Por su contribución teórica a las técnicas holográficas fue galardonado con el premio Nobel de Física en 1971.
Los hologramas de Gabor eran muy pobres, por las fuentes de luz que utilizaba. La técnica se mejoró años más tarde con el desarrollo del láser y con la aportación de otros investigadores durante los años 1960. Entre otros, cabe destacar a Emmett Leith y a Juris Upatnieks (Estados Unidos) o a Yuri Denisyuk (URSS). Fueron los primeros en utilizar el holograma para registrar imágenes tridimensionales utilizando como fuente el rayo láser.

## Funcionamiento

### Grabación
La luz emitida por un rayo láser se descompone en dos haces utilizando un espejo semitransparente. Uno de los haces ilumina el negativo fotográfico de forma directa. El haz objeto ilumina el objeto o escena de interés y la luz reflejada y difractada se dirige hacia el negativo, donde se superpone con la luz del primer láser. La superposición entre los dos haces sobre el negativo produce la impresión de una trama de franjas de interferencia. Sobre el negativo ha quedado registrado información de amplitud y fase de la escena capturada.

### Reconstrucción
Para la reconstrucción de una imagen tridimensional se debe iluminar el registro holográfico con un rayo láser de las mismas características que el haz de referencia. La luz del láser se divide en dos haces: uno forma el haz de referencia, y el otro ilumina el objeto para formar el haz del objeto. El láser se utiliza porque la coherencia de los haces permite que se produzca la interferencia.

## Aplicaciones
- En vídeos y DVD, tarjetas de crédito, productos de moda, discos compactos, billetes de banco, productos de marca y prestigio, pasaportes, acreditaciones, certificados y títulos, carnets, medicamentos, cosméticos, perfumes, etc.
- En etiquetas autoadhesivas es usado como símbolo de originalidad y seguridad.
- Reproducción de imagen y vídeo tridimensional; múltiples aplicaciones en sectores como la televisión, el diseño industrial, la medicina, la educación, la investigación, las comunicaciones, etc.

## Ejemplos de dispositivos holográficos
El siguiente apartado muestra información sobre diferentes ejemplos que podemos encontrar en la actualidad sobre dispositivos holográficos.

### Cheoptics 360
El dispositivo “Cheoptics 360”, desarrollado por las empresas viZoo y Ramboll, es un sistema de vídeo holográfico. Consiste en un proyector formado por una pirámide invertida que es capaz de generar imágenes tridimensionales dentro de su espacio de proyección. La imagen proyectada se ve totalmente tridimensional desde cualquier ángulo de observación. 
Hay proyectores en cada extremo del sistema que se combinan para generar la imagen en el centro, provocando una sensación de total realismo en el espectador. Se pueden proyectar imágenes desde 1,5 hasta 30 metros de altura con cualquier condición lumínica ambiental (interior o exterior). También permite reproducir vídeos de películas o desde PC.

### Heliodisplay

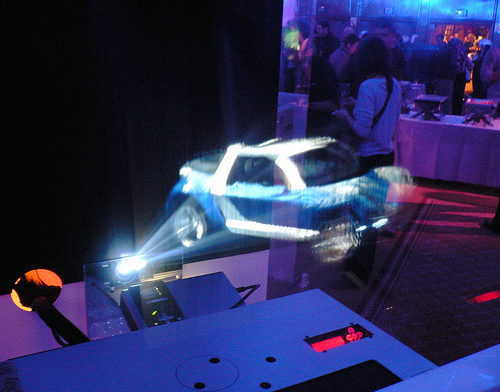
Imagen del Heliodisplay.

Heliodisplay es una tecnología creada por la empresa IO2 Technology que reproduce hologramas en dos dimensiones sin utilizar un medio físico como una pantalla. Permite proyectar una imagen estática o en movimiento con una cierta calidad, de unas 27 pulgadas de tamaño, sin utilizar medios alternativos como humo o agua, y puede ser utilizado en cualquier entorno sin instalaciones adicionales.
El dispositivo se podría describir como una caja que puede conectarse a través de un conector USB a una fuente de vídeo o de imagen como pueden ser un DVD o un PC, por ejemplo. Utiliza aire normal para funcionar. Lo que se hace es convertir las propiedades del reflejo del aire. El aire se captura, se convierte de forma instantánea y se vuelve a expulsar. La imagen se proyecta sobre el aire convertido.
Otra característica importante es que la imagen generada es interactiva. Cabe decir que la sensación de la imagen no es totalmente tridimensional. La sensación 3D solo es frontal, ya que visto de lado, la imagen se ve plana.

### Mark II
Es un proyecto de vídeo holográfico que se está desarrollando por el Instituto Tecnológico de Massachusetts (M.I.T.) por un grupo de investigadores encabezado por el profesor S.Benton.
El sistema se basa en el cálculo mediante ordenador de las franjas de interferencia que producirían imágenes sintéticas. Al sintetizar estas franjas mediante complejos modelos matemáticos, se consigue una reducción importante en el número de muestras de los hologramas sintéticos, restringiendo así el paralaje de movimiento a las direcciones con más interés. En este dispositivo sólo se codifica la información de paralaje horizontal, porque se supone que será el movimiento más realizado por el espectador. Con esto se reduce el número de muestras de las franjas de interferencia en un factor de 100.
El sistema se basa en la construcción de las imágenes mediante una exploración conjunta de diversos haces láser, cuya amplitud se modula en concordancia con las franjas de interferencias del holograma calculado previamente. La exploración se realiza mediante un conjunto de moduladores acústico-ópticos que barren diferentes franjas horizontales de la imagen. Se pueden presentar imágenes de 150x75x150 mm con un ángulo de visión horizontal de 36 grados y es capaz de mostrar una imagen por segundo.

### Mark III
El sistema denominado Mark III es una evolución de los dispositivos holográficos diseñados por el MIT durante la década de los 80. Los sistemas anteriores eran muy complejos y voluminosos; necesitaban hardware especializado para generar la señal de vídeo. El objetivo del proyecto es el de desarrollar un sistema de visualización holográfico de ámbito doméstico. Formará imágenes monocromáticas en 3D con unas dimensiones similares al cubo de Rubik. 
Para crear un vídeo holográfico se produce un modelo tridimensional en tiempo real de los objetos de dentro de una escena. A partir de este, se calcula el patrón de difracción necesario para formar la imagen. El procesado es muy complejo, pero se ha optimizado para trabajar con tarjetas gráficas domésticas. La señal de vídeo generada se envía a un modulador de luz que es, básicamente, una guía de ondas cubierta de un material piezoeléctrico que, según la señal recibida, se deforma más o menos. La onda de luz está compuesta de diferentes intensidades y frecuencias. Al proyectarse sobre un cristal translúcido, las diferentes ondas interfieren generando una escena tridimensional. Este nuevo modulador permite emitir luz en vertical y en horizontal, evitando así el uso de muchas lentes y espejos.

### Interactive 360° Light Field Display
Es un dispositivo de vídeo holográfico desarrollado en conjunto por Sony, Fake Space Lab y la Universidad del Sur de California, presentado en el SIGGRAPH 2007.
El sistema presentado consta de un videoproyector de alta velocidad, un espejo rotatorio cubierto por un difusor holográfico y un circuito semiconductor FPGA(Field Programmable Gate Array) que se encarga de descodificar la señal DVI. Se utiliza una tarjeta gráfica estándar que puede renderizar más de 5000 imágenes por segundo y proyectar vistas en 360 grados con una separación de 1,25 grados. Algunas características se listan a continuación:
- No requiere gafas especiales.
- Es omnidireccional: visión en 3D en 360 grados.
- No reproduce en color.
- Permite la interactividad con la imagen holográfica.

## Conclusiones
La utilización de las técnicas holográficas en sistemas de vídeo es un proceso bastante complejo que supone un reto a nivel tecnológico. Siguen apareciendo dispositivos en el mercado como pantallas planas, y para ellas se requiere una tarjeta de tratamiento gráfico que puede resolver estos retos. Podría convertirse en el sistema que se utilizaría en una futura televisión tridimensional; sin embargo, no existen estándares ni grupos de trabajo sectoriales, algo que dificulta su avance y popularización. Hoy en día aún existen problemas para registrar escenas reales porque requieren unas condiciones lumínicas muy complejas, así como también es necesario disponer de dispositivos electrónicos que permitan captar franjas de interferencia con una resolución más elevada de la que podemos encontrar hoy en día. Otro de los problemas que se tendrán que solucionar en un futuro para poder implementar esta tecnología es el del ancho de banda tan grande que se tiene que utilizar para la transmisión de una señal de estas características.